# Scissileda crassicardo
Scissileda crassicardo is een tweekleppigensoort uit de familie van de Yoldiidae. De wetenschappelijke naam van de soort is voor het eerst geldig gepubliceerd in 1994 door Kilburn.